# Fluoruro de manganeso(IV)
El fluoruro de manganeso(IV) es un compuesto químico. Su fórmula química es MnF4. Contiene iones de manganeso y fluoruro. Los iones de manganeso están en estado de oxidación +4. 
Es un sólido de color azul-verde claro. Es muy reactivo. Puede formar fácilmente gases de flúor muy reactivos. 
Se puede producir haciendo reaccionar flúor o agentes oxidantes fuertes que contienen flúor con varios compuestos de manganeso. 
Se usaba para producir flúor sin usar electrólisis. Es mucho más reactivo que el óxido de manganeso (IV).